# بورنيول
بورنيول مركب عضوي ثنائي الحلقة يصنف من التربينات لهذا المركب متماكبان في الطبيعة على الهيئة (+)بورينول و(-)بورينول

## التفاعل
عندما يتأكسد البورينول فأنه يتحول إلى الكافور حسب هذه المعادلة:

عند أكسدة البورنيول يتحول إلى مركب الكافور.

## التواجد في الطبيعة
يتواجد مركب البورينول في العديد من البهارات منها الشيح ومجنحية الثمر والخولنجان ويتواجد أيضاً في أفرازات الغدة الشرجية لحيوان القندس.

## الأستخدامات
يستخدم البورينول في الكي في الطب الصيني وكطارد للحشرات ويستخدم في الكيمياء العضوية كليجند في التخليق الأنتقائي التماثلي